# Marie Nizet
Marie Nizet (19 de enero de 1859 - 15 de marzo de 1922), casada con el nombre de Marie Mercier, fue una escritora de Bélgica. 

## Vida
Marie Nizet nació en Bruselas en una familia de escritores. Estudió en el instituto femenino Isabelle Gatti de Gamond. Su padre, empleado en la Biblioteca Real de Bélgica, había publicado poesía patriótica y varias obras sobre historia y biblioteconomía. Su hermano Henri también se convirtió en un novelista y periodista.
Marie se mostró muy interesada por Rumanía, quizás debido a la influencia de los inmigrantes y estudiantes rumanos que convivieron con la familia Nizet. Su primera obra poética fue publicada en 1878 durante la guerra rumana por la independencia y antes del Congreso de Berlín, que confirmó la independencia de Rumanía. Marie expresó su apoyo hacia los rumanos y su oposición a los intentos de Rusia por dominar su país. Su gusto por el folklore rumano le llevó a publicar "Le Capitaine Vampire" (El capitán vampiro). Su obra literaria recibió cierto éxito pero su carrera literaria fue breve, terminando en 1879, año de su matrimonio.
El matrimonio de Marie terminó en divorcio y tuvo que educar a su hijo sola. A la muerte de Marie en Etterbeek en 1922, su hijo encontró entre los papeles de su madre una colección de poemas de amor, dedicados a su amante Cecil Axel-Veneglia, que fueron publicados al año siguiente bajo el título Pour Axel de Missie.